# 46-й штурмовой авиационный полк ВВС Северного флота
46-й штурмовой авиационный Печенгский дважды Краснознамённый полк ВВС Черноморского флота, Северного флота (46 ШАП ВВС ЧФ,СФ) — авиационная часть Вооружённых сил СССР, принимавшая активное участие в боевых действиях в период Великой Отечественной войны 1941—1945 гг. в составе ВВС Черноморского флота и Северного флота.

## История полка
Создан весной 1942 года в составе ВВС Черноморского флота (ЧФ). Формировался на базе эвакуированного в г. Моздок Ейского военно-морского авиационного училища как 46-й авиационный полк лёгких ночных бомбардировщиков. На вооружении — самолёты УТ-1б. Первый командир полка — майор Михайлов Михаил Петрович, комиссар — старший политрук Олейник Дмитрий Михайлович, начальник штаба — майор Васильев Борис Дмитриевич, помощник командира полка — капитан Степанов Василий Осипович. Первоначально 46-й полк находился в подчинении командующего Азовской военной флотилией, затем входил в состав 62-й авиационной бригады (Анапа). В августе—сентябре 1942 г. 46-й полк действовал в составе морской авиагруппы Новороссийского оборонительного района.
В составе действующей армии с 11 июля 1942 года по 15 марта 1943 года в составе Черноморского флота и с 15 марта 1943 года по 9 мая 1945 года в составе Северного флота. После войны по октябрь 1947 года числился в составе Северного флота.
В начале октября 1942 года 1-я эскадрилья во главе с командным составом полка была отведена в тыл с целью получения новой техники и формирования на её базе штурмового авиационного полка (с тем же номером). 2-я эскадрилья осталась в качестве самостоятельной в составе отдельной морской авиагруппы в составе ВВС Черноморского флота. К этому моменту 46-м полком на самолётах УТ-1б было совершено порядка 800 боевых вылетов.
Переформирование полка   (с 13 октября 1942 года) происходило в Мордовии (аэродром Чамзинка под Саранском), где лётный состав начал переучивание сначала на лёгкие бомбардировщики Р-10, а с ноября 1942 года — на штурмовики Ил-2.
С 15 марта 1943 года 46-й ШАП передан в состав Северного флота и перебазировался на аэродром Ваенга-2. В июне 1943 года приступил к боевым вылетам. В июле 1943 года полк вошёл в состав 14-й смешанной авиационной дивизии (САД) ВВС СФ.
Наряду с традиционной «работой» штурмовой авиации по наземным объектам и целям (вражеские аэродромы, позиции войск и зенитной артиллерии, порты и береговые укрепления и др.), 46-й ШАП прославился на Северном флоте результативными атаками и надводных целей, как отдельных кораблей, так и целых морских конвоев противника, успешно применяя так называемое топмачтовое бомбометание.
С апреля 1944 года полком командовал майор Павлов, Георгий Васильевич.
За время боёв в Заполярье на боевом счету полка более 100 потопленных судов противника. По ряду оценок, 46-й ШАП сыграл ведущую роль в уничтожении немецкого каботажного плавания на северных морских коммуникациях.
Во второй половине 1945 года 46-й ШАП вошёл в состав  5-й минно-торпедной авиационной дивизии ВВС ВМФ(МТАД) ВВС СФ.
В конце октября 1947 года 46 ШАП был расформирован.

## Награды и почётные наименования
- Орден Красного Знамени — за образцовое выполнение боевых заданий командования на фронте борьбы с немецкими захватчиками и проявленные при этом мужество и отвагу.[4]

- Орден Красного Знамени — за образцовое выполнение боевых заданий командования на фронте борьбы с немецко-фашистскими захватчиками и проявленные при этом доблесть и мужество.[5]

- Печенгский[6]

## Награды лётчиков полка
За героизм и мужество, проявленные в боях, 5 лётчиков и 1 воздушный стрелок были удостоены высокого звания Героя Советского Союза: экипаж в составе лётчика капитана Катунина Ильи Борисовича и воздушного стрелка сержанта Маркина Андрея Михайловича (посмертно, Указ от 31 мая 1944 года), лётчики Гуляев, Сергей Арсентьевич, Осыка, Демьян Васильевич, Синицын, Александр Николаевич (все — Указом от 22 июля 1944 года), командир полка Павлов, Георгий Васильевич (Указ от 6 марта 1945 года). Многие лётчики и воздушные стрелки полка были награждены другими высокими наградами Родины — орденами Боевого Красного Знамени, Ушакова, Нахимова.
Лётчик 46-го ШАП младший лейтенант Васин Николай Иванович стал первым кавалером ордена Нахимова II степени. Он был награждён приказом командующего Северным флотом 5 апреля 1944 года, но награду получить не успел, так как 16 мая 1944 года погиб в бою.
22 июля 1944 года 46-й ШАП становится Краснознамённым, 3 ноября 1944 года — дважды Краснознамённым, а 31 октября 1944 года полку в числе ряда других частей и соединений, принимавших участие в Петсамо-Киркенесской операции, присвоено почётное наименование Печенгского.
В 1943 году в формировании, обучении и слаживании полка, а также его первых боевых вылетах принимал участие старший лётчик-инструктор штурмовой авиации Северного флота Герой Советского Союза Мазуренко, Алексей Ефимович, впоследствии награждённый второй медалью «Золотая звезда» уже в должности командира 7-го штурмового авиационного полка в составе ВВС Балтийского флота.

## Потери полка в период действий на СФ
Размеры потерь лётного состава полка наглядно показывают ожесточённость боёв, в которых принимал участие 46-й ШАП. При штатной численности штурмового полка в 40 самолётов (40 лётчиков и 40 воздушных стрелков), за 2 с небольшим года действий на Северном флоте полк только убитыми потерял больше 130 человек, то есть более 1 полного лётного состава. Часть погибших лётчиков и воздушных стрелков, а также погибшие из числа наземного персонала были захоронены на кладбище рядом с аэродромом Ваенга-2.

## Память
Один из Ил-2 46 ШАП, сбитый в воздушном бою, был силами поискового отряда отреставрирован и находится в экспозиции музея ВВС СФ.